# ليغانيس سينترال (محطة مترو أنفاق مدريد)
ليغانيس سينترال (بالإسبانية: Leganés Central)‏ هي محطة مترو أنفاق في مدريد في إسبانيا، تقع على الخط رقم 12.